# Радослав Михайлов
Вижте пояснителната страница за други личности с името Радослав Михайлов.
Радослав Михайлов е български журналист, телевизионен водещ, кореспондент и продуцент.

## Биография
Роден е на 7 март 1948 година в София. Средното си образование получава в 114 Английска гимназия в София. След това учи два семестъра полски език във Варшавския държавен университет и право в Юридическия факултет на Софийския университет „Климент Охридски“.
Кариерата на репортер, коментатор, водещ на телевизионни програми започва още преди завършването на гимназията, като сътрудник на вестник „Средношколско знаме“. Като студент пише за вестниците „Поглед“, „Отечествен фронт“, „Труд“.
Започва работа като литературен сътрудник в Българска телевизия през 1975 г. и до 1999 г. e редактор, ръководител на екипи, завеждащ кореспондентските бюра на КТР във Варшава (1989 – 91) и на БНТ в Москва (1995 – 1999), водещ и продуцент на „Специален пратеник“ на БНТ. Създава стотици програми на следните предавания:
- „Информационен дневник НЕДЕЛЯ“,
- „Вчера, днес, утре“,
- „Днес“,
- „По света и у нас“,
- „В края на деня“,
- „Панорама“,
- „Светът в действие“,
- „Всяка неделя“,
- „Специален пратеник“,
- „Еврожурнал“.

Отразява полета на първия български космонавт Георги Иванов през 1979 г. От 1982 до 1989 г. е и кореспондент на БНТ в Близкия изток и Африка. Репортажите, кореспонденциите, информациите му за Юнската война и палестинската трагедия през 1982 г. са „breaking news“ и се препредават от световни агенции и телевизии. Предава репортаж за CNN за събитията в България през 1988 г.
Снима репортажи и документални филми за сирийско-израелския конфликт в долината Бекаа, глада в Етиопия през 1983 г., преврата в Южен Йемен през 1987, Египет след атентата на президента Ануар Садат, победата на „Солидарност“ в Полша, мисията ЮНПРОФОР (UN Protection Force) на Балканите, ембаргото срещу Югославия, събитията в Македония 1993, датското вето за ЕС. Редактор и водещ на информационната емисия на български език на Полското държавно радио 1990 – 91 г.
Автор и продуцент на следните документални филми:
- „Театърът РОМЕН“ – 1978 г.
- „Спомен от Маш дал шамс“ – 1982 г.
- „Дисекция на една агресия“ – 1982 г.
- „Етиопски глад“ – 1983 г.
- „Аден в пламъци и кръв“ – 1987 г.
- „Египет между миналото и бъдещето“ – 1988 г.
- „Близкият изток и ирано-иракската война“ – 1989 г.
- „Полша – превратът на Солидарност“ – 1990 г.
- „Избори по полски“ – 1991 г.
- „Гърция – отново „Нова демокрация“ – 1992 г.
- „Юри Буков“ – 1992 г.
- „Мисия на ЮНПРОФОР“ – 1993 г.
- „Сини каски в Македония“ – 1993 г.
- „Референдум по датски – 1993 г.
- „Черешките“ – 1994 г.
- „Избори'94“ – 1994 г.

Автор на:
- „Куршумите не бяха за нас“ – 1982 г.
- „Москва асорти“ – 1999 г.
- „Истински разкази“ – 2000 г.
- „Това не бе вчера“ – 2001 г.
- „Кавказкият възел“ – 2008 г.